# Brian Herbert
Brian Patrick Herbert (* 29. června 1947) – syn amerického sci-fi spisovatele Franka Herberta, autora románové ságy Duna. Po smrti svého otce se spojil s dalším autorem sci-fi Kevinem J. Andersonem (Star Wars, Akta X) a pokračují ve tvorbě ságy. Je spoluautorem knih
- Předehra k Duně: Atreidové (Dune: House Atreides)
- Předehra k Duně: Harkonnenové (Dune: House Harkonnen)
- Předehra k Duně: Corrinové (Dune: House Corrino)
- Historie Duny: Služebnický džihád (Legends of Dune: Butlerian jihad)
- Historie Duny: Křížová výprava strojů (Legends of Dune: Machine crusade)
- Historie Duny: Bitva o Corrin (Legends of Dune: Battle of Corrin)

a další.